# Сраковље
Сраковље (словен. Srakovlje) је насељено место у општини Крањ, Горењска регија, Словенија.

## Историја
До територијалне реорганизације у Словенији било је у саставу старе општине Крањ.

## Становништво
У попису становништва из 2011. године, Сраковље је имало 91 становника.
| Број становника према пописима | Број становника према пописима | Број становника према пописима |
| ------------------------------ | ------------------------------ | ------------------------------ |
| 1991                           | 2002                           | 2011                           |
| 73                             | 88                             | 91                             |